# Poetismus
Poetismus ist eine in den 1920er-Jahren in der Tschechoslowakei entstandene Kunstrichtung, die auf dieses Land beschränkt blieb.

## Definition
Poetismus sollte nicht nur ein Kunstprogramm sein. Der Wunsch der Gründer war, das Leben als ein Gedicht zu betrachten. Ziel des Poetismus war eine unpolitische optimistische Betrachtung der Welt. Daraus bildete sich ein Stil der sich entwickelnden Lyrik und Spiellust.
Er konzentrierte sich nur auf die Gegenwart und freudige Ereignisse. Hauptthemen und wichtige Bestandteile waren Glücksgefühle und Emotionen. Der Grundgedanke für die Entstehung war das Problem der Entfremdung und der Selbstentfremdung des Menschen und damit auch der zwischenmenschlichen Beziehungen. Die Vertreter dieser Stilrichtung machten für diese Deformation die Gesellschaft verantwortlich, die wegen der Kompliziertheit ihrer Ordnung sich nicht mehr für das Glück und Unglück eines Einzelnen interessierte, sondern sich nur noch mit sich selbst beschäftigte. Ziel des Poetismus war es, hier eine positive Veränderung herbeizuführen und der Entfremdung entgegenzuwirken.

Eine etwas andere Definition bietet etwa der Poetismus-Mitbegründer Vítězslav Nezval: Der Poetismus sei eine Adaptation des französischen Surrealismus für die tschechische Sprache. Nezval meint, dass die französischen Surrealisten in ihrer Sprache zu Recht auf die Form verzichteten, da das Französische auf eine lange Literaturtradition zurückblicken konnte und deshalb erschöpft gewesen sei. Das Tschechische hingegen war erst im 19. Jahrhundert wiederbelebt worden. Deshalb sei es die Pflicht der Poetisten gewesen, die Errungenschaften der modernen Poesie mit allen formalen Mitteln zu verbinden und auch nach neuen Metren, Klängen, Reimen usw. zu suchen. Unpolitisch oder gar überoptimistisch war der Poetismus deshalb nicht notwendigerweise. Als Musterbeispiel mag die aus dem Zweiten Weltkrieg stammende Lyriksammlung Potopa (Sintflut) von František Halas dienen.

## Geschichte
Der Poetismus hat seine Wurzeln in der Arbeiterpoesie und entstand 1923 in der Umgebung avantgardistischer Gruppe des Künstlerverbandes Devětsil.
1924 veröffentlichte Karel Teige in der Brünner Zeitschrift Host das erste Manifest des Poetismus. 1928 erschien im eigenen Postillion Revue Devětsilu (RED) eine Ausgabe (Nr. 9) unter der Überschrift manifesty POETISMU (Manifeste des Poetismus). Die Ausgabe besteht aus den Teilen:
1. Ein Tropfen Tinte (Kapka inkoustu) von Vítězslav Nezval
2. Ultraviolette Bilder oder Artifizialismus (Ultrafialové obrazy čili Artificielismus) von Karel Teige
3. Manifest des Poetismus (Manifest Poetismu) von Karel Teige

Der Poetismus hielt sich in der tschechischen Literatur bis zum Zweiten Weltkrieg. Nach 1950 verwendete noch das berühmte Sängerduo Jiří Suchý und Jiří Šlitr Gedanken des Poetismus.

## Vertreter des Poetismus

### Bildende Kunst
- Jindřich Štyrský
- Toyen (Marie Čermínová)

### Theater
- Jiří Frejka
- Jindřich Honzla
- Milča Mayerová